# Mother North
Mother North is een nummer van de Noorse band Satyricon uit 1996. Het werd geschreven door Satyr (Sigurd Wongraven) en samen met de band en gitarist Ted "Kveldulv" Skjellum van Darkthrone opgenomen. In 1996 kwam het uit op het album Nemesis Divina en als video-single op VHS. Van de videoclip zijn twee versies, een gecensureerde en een ongecensureerde. Het enige verschil is qua scènes, de lengte is hetzelfde.